# SPAD S.VII
O SPAD S.VII foi o primeiro de uma série de aviões de combate biplanos franceses de sucesso produzidos pela Société Pour L'Aviation et ses Dérivés (SPAD) durante a Primeira Guerra Mundial. Foi primeiramente utilizado pela Esquadrilha Lafayette, composta de pilotos americanos.
A variante Spad VII, foi utilizada na 1ª Esquadrilha de Caça: 9 SPAD VII baseada em Santa Maria Rio Grande do Sul, Brasil.